# Gliese 667 Ch
Gliese 667 Ch je nepotvrzená exoplaneta v souhvězdí Štíra. Obíhá na kraji konzervativní obyvatelné zóny a v optimistické obyvatelné zóny. Měla by to být superzemě. Tato exoplaneta by mohla mít na svém povrchu tekutou vodu za předpokladu příznivých planetárních charakteristik, jako je dostatečné pokrytí odrazivými mraky a vhodné atmosférické složení.